# Herman
Herman – imię męskie pochodzenia germańskiego. Wywodzi się od słowa oznaczającego „wojownik”. Innym jego wariantem jest Armin, natomiast nazwisko Menzel stanowi podwójne zdrobnienie imienia Hermann. W średniowiecznej Polsce odnotowywano polskie formy Jerzman i Jirzman. 
Odpowiednik żeński: Hermana, Hermina.
W innych językach:
- łacina – Hermanus, Hermannus[3]
- język niemiecki – Hermann, Herrman, Harm[3]
- język francuski – Armand[3]
- język hiszpański – Armando[3]
- język rosyjski – German[3] (ros. Герман).

Herman imieniny obchodzi: 7 kwietnia, 11 kwietnia, 13 czerwca, 11 sierpnia, 24 września i 25 września.

## Osoby noszące imię Herman
- bł. Herman z Reichenau (Herman Kaleka)
- Herman – margrabia Brandenburgii
- Hermann Göring – niemiecki nazistowski wojskowy i polityk
- Hermann Henselmann – niemiecki architekt
- Hermann Hesse – poeta, noblista
- Rudolf Hermann Lotze – niemiecki filozof
- Hermann Maier – narciarz
- Hermann Minkowski – matematyk i fizyk
- Herman Van Rompuy – belgijski polityk
- Józef Herman Osiński – pedagog

## Osoby noszące imię Armand
- Diego Armando Maradona – argentyński piłkarz
- Armando Christian Pérez – amerykański raper
- Armand Jean Richelieu – francuski kardynał
- Armand Ryfiński – przedsiębiorca, polityk
- Armand Vetulani – polski historyk sztuki